# Agía Triáda (Élide)
Agía Triáda, en grec moderne : Αγία Τριάδα, est un village du dème d'Archéa Olympía, district régional d’Élide, en Grèce-Occidentale.
Selon le recensement de 2011, la population du village s'élève à 217 habitants.